# 玛吉·辛普森
玛格丽特·“玛吉”·辛普森（Margaret "Maggie" Simpson）是美国动画电视剧《辛普森一家》中的一名虚构角色。她是辛普森一家五口中最年幼的成员，在剧中几乎都以婴儿的形态出现。她首次出现于《特蕾西·厄尔曼短剧》的“Good Night”一集。